# Fort Hospiz

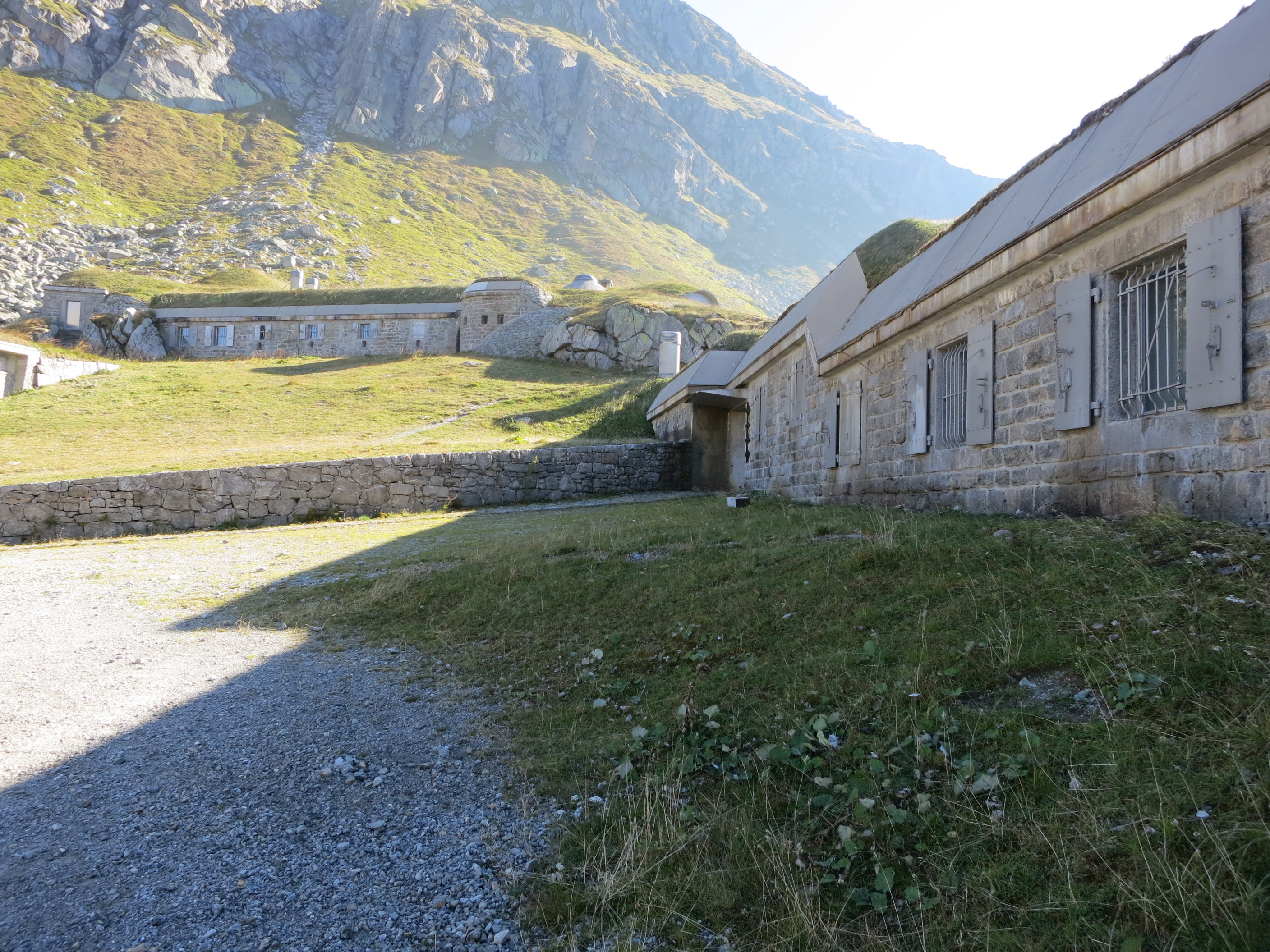
Festungseingang

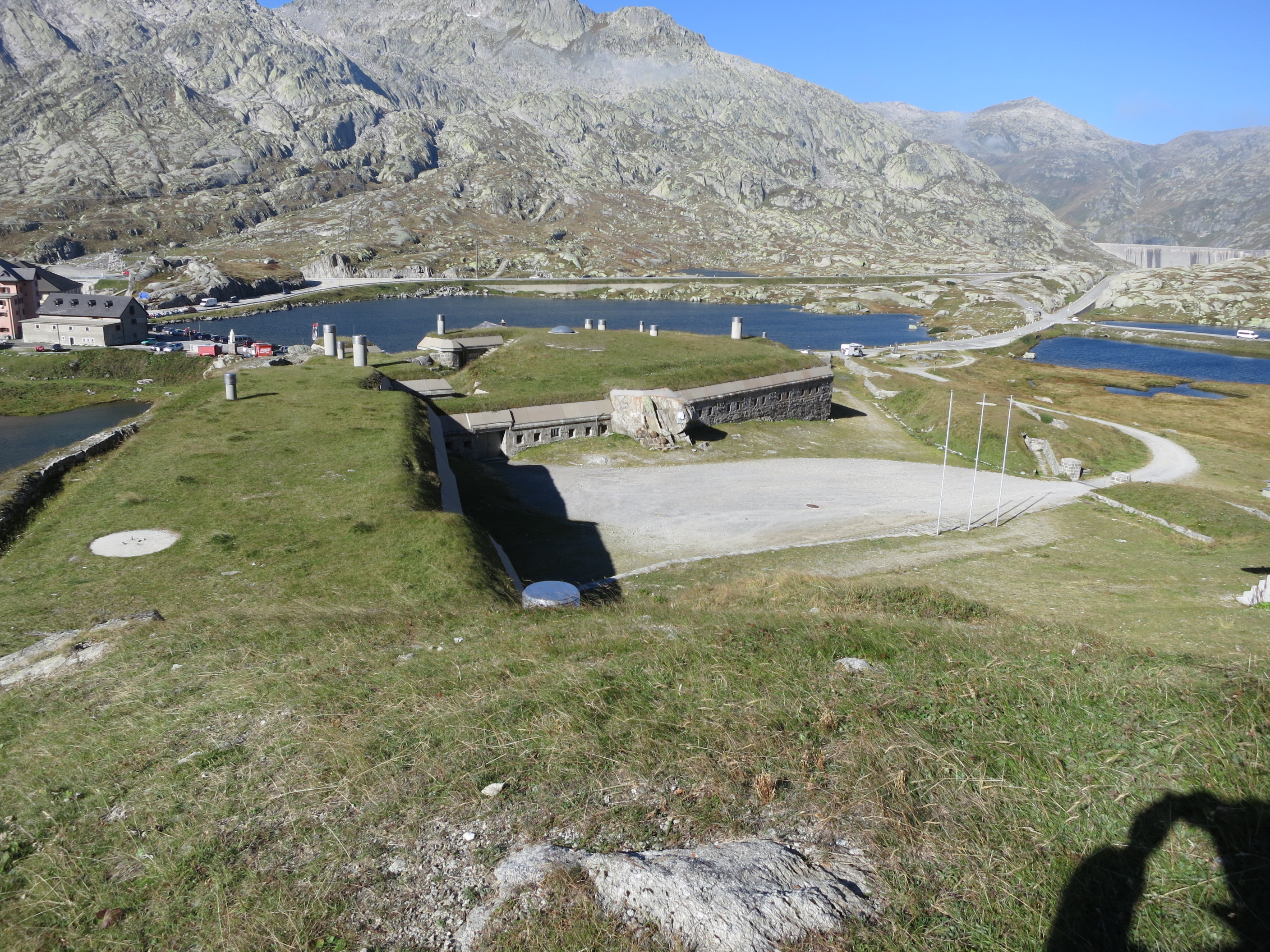
Teil der Festungsanlage

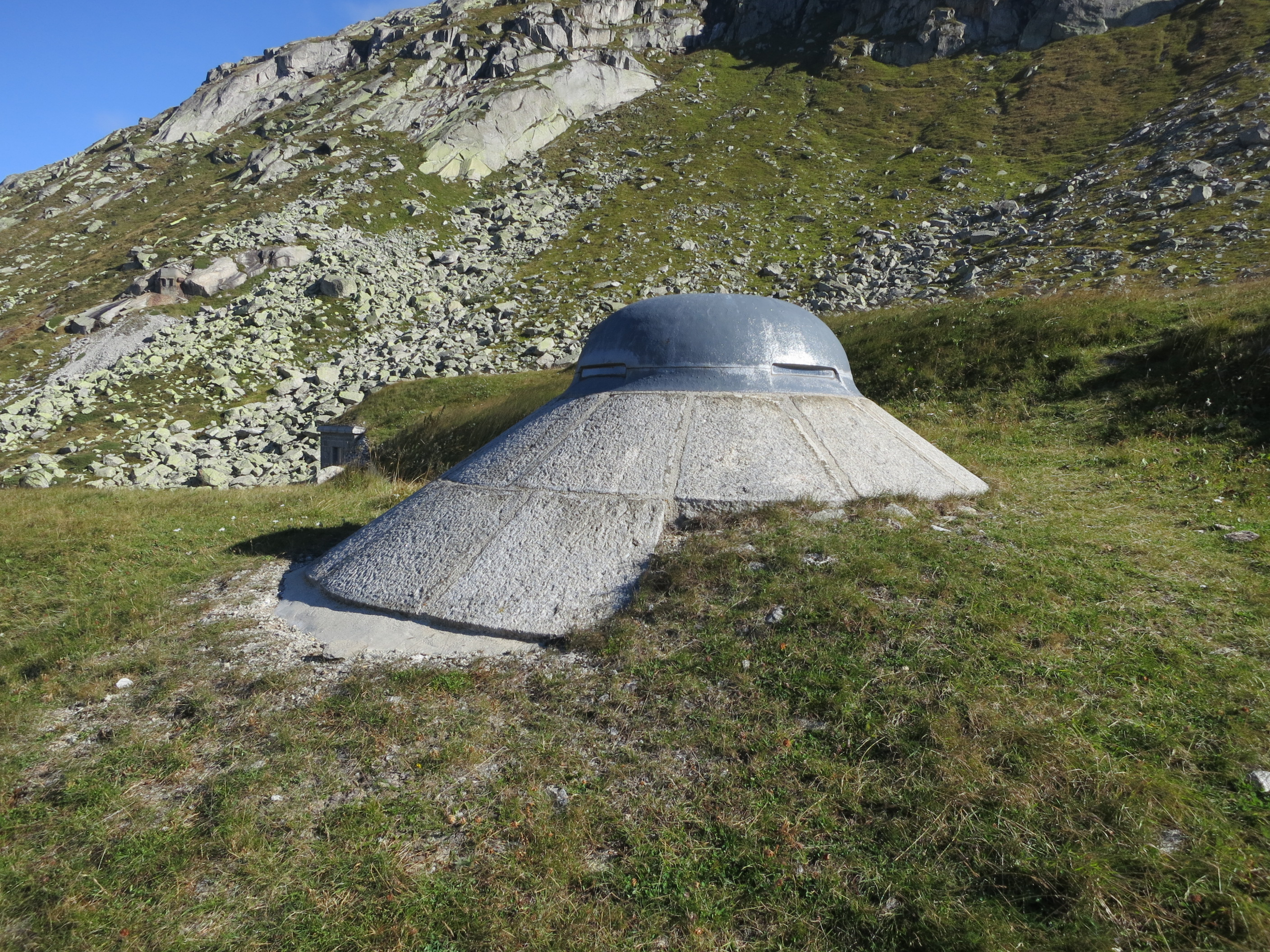
Beobachtungsposten

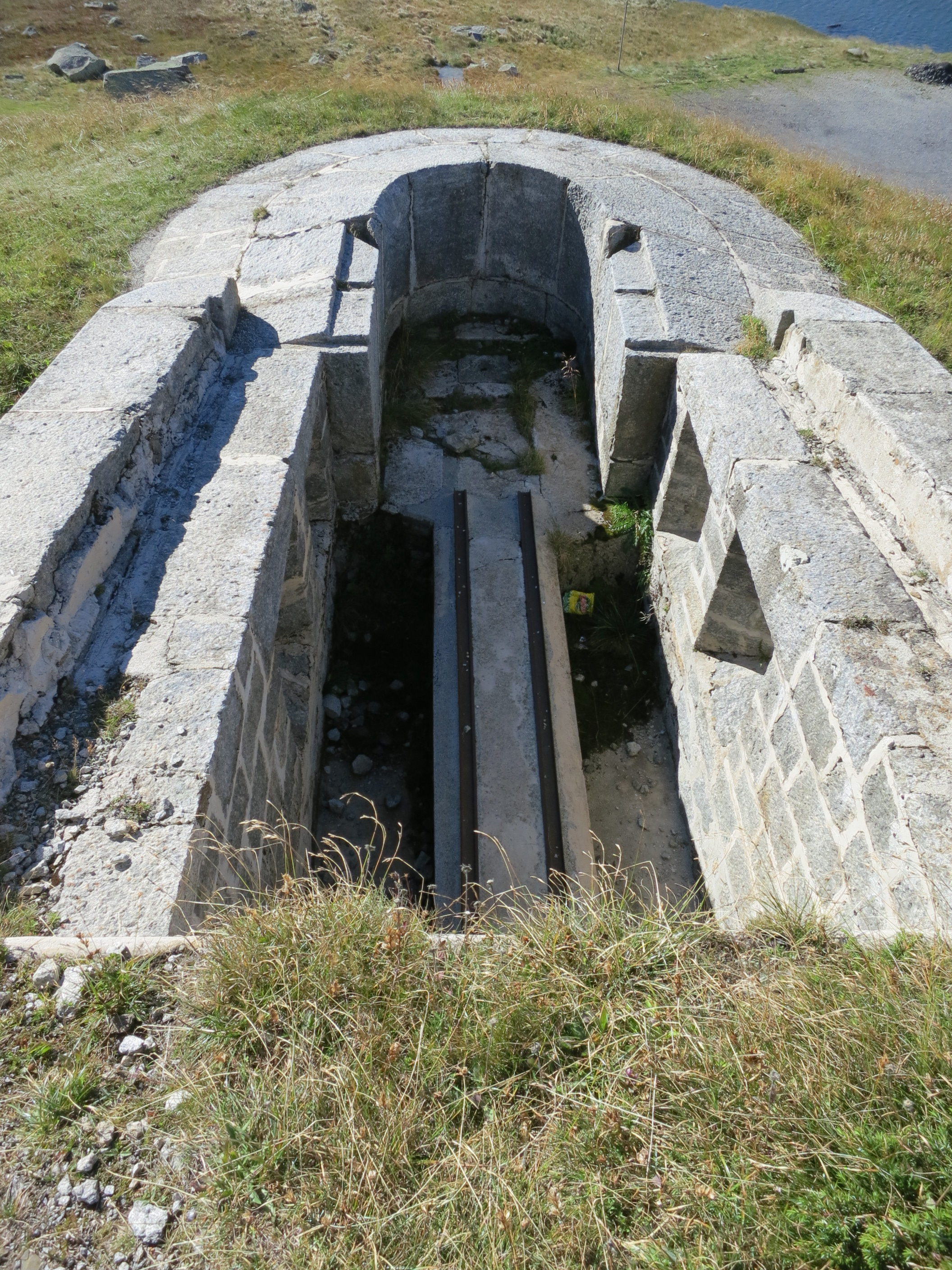
Geschützstellung für fahrbaren 5,3 cm Panzerturm

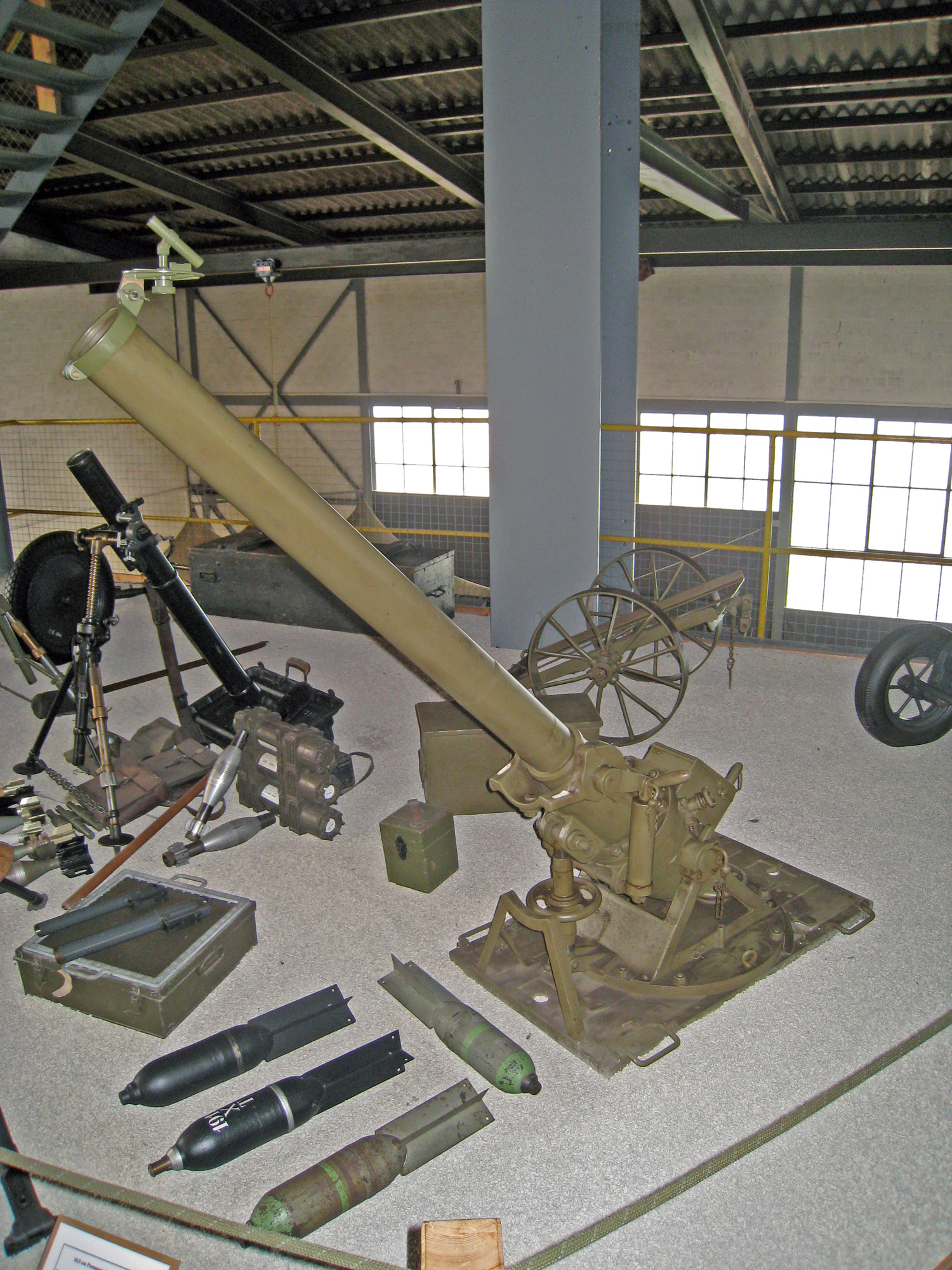
Pressluftminenwerfer 1917

Das Fort Hospiz St. Gotthard (Armeebezeichnung «Hospizwerk San Gottardo» B 9477, italienisch: Forte Ospizio San Gottardo) gehört zusammen mit dem Forte Airolo zu den ehemals bedeutenden Werken der schweizerischen Landesverteidigung. Es liegt auf der Hochebene des Gotthardpasses bei der Abzweigung der alten Gotthardstrasse zur Staumauer des Sellasees beim Gotthard-Hospiz, auf dem Gemeindegebiet von Airolo im Kanton Tessin. Das 1894 erstellte Fort wurde 1947 als Kampfanlage aufgehoben und 1989 als Museum eröffnet.

## Geschichte
Bereits 1886–1887 wurden auf dem Gotthard in den Fels gehauene Schutzgräben erstellt. Insgesamt umfasste die Sperrzone auf dem Pass rund fünfzig Objekte, vorwiegend Infanteriewerke, Kavernen und Unterstände.
Das Fort Hospiz wurde 1893–1894 als Teil der Gotthardbefestigungen im offenen Grabenbau erstellt und bis 1918 ausgebaut. Von 1937 bis 1946 erfolgte ein weiterer Ausbau (Reduit) der Passsperre. In der näheren Umgebung wurden die Artilleriewerke San Carlo (1938) und Festung Sasso da Pigna (1941) erbaut.
Das Fort wurde ab 1947 nur noch als Truppenunterkunft benutzt. Heute ist es Museum und Militäranlage. Die Aussenanlage ist vollständig zugänglich, im Inneren können nur die Teile besichtigt werden, die nicht als Truppenunterkunft benötigt werden.
- Fort Hospiz «Hospizwerk San Gottardo» B 9477 ⊙

## Werk
Das Werk besteht aus zwei nebeneinander liegenden Kasernen. Der linke, höher gelegene Teil wird heute als Militärmuseum und der untere Teil als Truppenunterkunft genutzt. Von 1891 bis 1894 wurde die Geschützstellung für eine Zwölf-Zentimeter-Panzerhaubitze gebaut, bald kam eine zweite dazu und das Munitionsmagazin sowie das Schiessbüro wurden in bombensichere Gewölbe verlegt. Die Kasernen umschloss man mit einem Ring aus Schützengräben und Unterständen. 1900 wurde eine Beobachtungspanzerglocke montiert und nach 1902 wurden 5,3-cm-Fahrpanzerstände gebaut.

## Auftrag und Bewaffnung
Das Fort Hospiz hatte die Nord-Süd-Verbindung (Gotthardpass) zu sichern,  die Südfront zu unterstützen und den Gotthardpass zu sperren und zu verteidigen.
Im Ersten Weltkrieg umfasste die Bewaffnung des Fort Hospiz zwei 12-cm-Panzerhaubitzen Modell 1891 und vier 5,3-cm-Schnellfeuerkanonen Modell 1887 auf Fahrpanzerlafette, sieben Maschinengewehre Modell 1894 (Maxim) und zwei 10,5-cm-Pressluftminenwerfer Modell 1917. 1939 wurden die Maximgewehre durch Maschinengewehre Modell 1911, die zwei Fahrpanzer durch 4,7-cm-Infanteriekanonen Modell 1935/41 ersetzt und die Pressluftminenwerfer ausgemustert. Das veraltete Hospizwerk wurde 1947 als Kampfanlage aufgehoben.

## Aussenverteidigung
- Infanteriebunker Tremola rechts A 8380 ⊙
- Infanteriebunker Tremola links A 8381	⊙
- Sprengobjekt Tremola-Brücke ⊙
- Infanteriebunker Sellabrücke A 8382		⊙
- Sprengobjekt Viadukt M 1475 ⊙
- 8,1-cm-Festungsminenewerfer Gotthard Passhöhe A 8389 		⊙[3][4]

## Festungskompanie
Von 1894 und 1947 wurde das Fort durch eine gemischte und verstärkte Festungsartilleriekompanie bedient.

## Museum
Das Fort Hospiz als Festung zur militärischen Verteidigung des zentralen Gotthardpasses besitzt heute kulturhistorische Bedeutung. Die wegen des beschränkten Unterhaltes langsam zerfallende Gebäudesubstanz wurde saniert und die nicht mehr von der Truppe benutzten Räume konnten am 25. Juli 1998 als Museum eröffnet werden. Das Museum stellt Waffen, Ausrüstungen und Uniformen der damaligen Zeit aus, wie die 12-cm-Panzerhaubitzen, 5,3-cm-Kanonen, Maxim-Maschinengewehre, 4,7-cm-Infanteriekanonen, Minenwerfer. Videos und historische Bilder zeigen Szenen der täglichen Arbeit und des Krieges 1914–1918.